# Berg-Hanstjärnarna
Berg-Hanstjärnarna är en sjö i Älvdalens kommun i Dalarna och ingår i Dalälvens huvudavrinningsområde.